# Недосекин, Павел Владимирович
Павел Владимирович Недосекин (17 июля 1904, Тамбов — 8 января 1984, Рига) — советский военный лётчик и военачальник, участник Войны с басмачами и Великой Отечественной войны, командир 244-й бомбардировочной авиационной дивизии во время Великой Отечественной войны, командующий 45-й воздушной армией, генерал-лейтенант авиации (26.11.1956), Военный лётчик 1-го класса, кавалер двух орденов Ленина.

## Биография
Павел Владимирович родился 17 июля 1904 года в Тамбове. Русский. В РККА с 30 декабря 1923 года. До службы в армии работал шофёром в автомастерской и слесарем в вагонных мастерских города Тамбова.
Образование:
- Военно-техническая школа ВВС РККА в г. Ленинграде (1924);
- Ленинградская военно-теоретическая школа ВВС РККА (1926);
- 2-я военная школа лётчиков имени ОСОАВИАХИМа СССР (1927);
- Высшая школа стрельбы и бомбометания ВВС (1928);
- Липецкие авиационные курсы усовершенствования ВВС (1940);
- Высшая военная академия им. К.Е. Ворошилова (1949).

В декабре 1923 года по развёрстке ЦК комсомола направлен на учёбу в Военно-техническую школу ВВС РККА в Ленинград, по окончании которой направлен в Ростов-на-Дону авиационным техником в 5-й отдельный разведывательный отряд ВВС Северо-Кавказского военного округа. Летом 1926 года закончил месячные курсы Ленинградской военно-теоретической школы ВВС РККА и переведён во 2-ю военную школу летчиков имени Осоавиахима СССР. По окончании школы направлен в Военную школу стрельбы и бомбометания в Серпухов. Окончив обучение в 1928 году был направлен для дальнейшего прохождения службы в 42-й отдельный авиационный отряд в город Ташкент на должность младшего лётчика, затем старшего лётчика.
Принимал участие в ликвидации банд Джунаид-хана в районе города Мерв с 6 июня по 29 июля 1929 года, Карни-хана с 13 по 30 октября 1930 года в районе крепости Кушка. Будучи командиром звена 95-го транспортного авиационного отряда ВВС Среднеазиатского военного округа.принимал участие в боях против Ибрагим-бека, Ахмед-бека, Анна-Кули и Дурда-Мура в Таджикистане. За боевые отличия Постановлением ЦИК СССР от 27 октября 1932 года награждён именным оружием.
Проходил службу на лётных должностях. По окончании Липецких авиационных курсов усовершенствования в сентябре 1940 года назначен командиром 201-го скоростного бомбардировочного авиационного полка ВВС Ленинградского военного округа в городе Красногвардейске.

### Великая Отечественная война
С началом войны подполковник Недосекин в должности командира 201-го скоростного бомбардировочного авиационного полка принимал участие а боях с финскими войсками на Северном фронте. В июле 1942 года вызван в Москву и направлен в спецкомандировку на Аляску для перегонки самолётов, поступающих по ленд-лизу. Принял командование 1-м перегоночным авиационным полком КВТ ВВС РККА Северной воздушной трассы. Полк базировался в г. Фербанкс на Аляске. Самолеты перегонялись лётчиками полка из Фербенкса в Уэлькаль, где передавали эстафету 2-му перегоночному полку. Обратно в Фербенкс лётчики возвращались на транспортных самолётах. Движение самолётов по новой трассе открыл 29 сентября 1942 года сам командир полка подполковник П. Недосекин, возглавив первую партию в 12 бомбардировщиков А-20.
В марте 1943 года назначен заместителем командира, а с 7 февраля 1944 года командиром 244-й бомбардировочной авиационной дивизии 17-й воздушной армии Юго-Западного фронта. Участвовал с дивизией в Никопольско-Криворожской наступательной, Одесской, Львовско-Сандомирской, Ясско-Кишинеской, Белградской, Будапештской и Венской наступательных операциях. Дивизия 13 раз отмечалась в приказах Верховного Главнокомандования, за отличия в боевых операциях ей было присвоено почётное наименование «Лозовская», награждена орденами Красного Знамени и Богдана Хмельницкого II степени.

### Послевоенные годы
После войны продолжал служить в той же должности. В феврале 1947 года — слушатель Высшей военной академии имени К. Е. Ворошилова, по окончании которой в марте 1949 года назначен на должность заместителя командира 9-го гвардейского бомбардировочного авиационного корпуса. С июня 1950 года назначен командиром 85-го бомбардировочного авиационного корпуса 30-й воздушной армии Прибалтийского военного округа. За успешное выполнение специальных заданий правительства в Арктике 14 января 1952 года Указаом Президиума Верховного Совета СССР полковник Недосекин награждён орденом Красного Знамени. С февраля 1952 года исполняет обязанности помощника командующего, с февраля 1953 года — врид заместителя командующего армией по формированию бомбардировочной авиации. В сентябре 1953 года генерал-майор авиации П. В. Недосекин назначен командующим 45-й воздушной армией. С июля 1957 года — в должности командующего ВВС Забайкальского военного округа, а с мая 1958 года — ВВС Воронежского военного округа. В ноябре 1960 года уволен в отставку.
Проживал в Воронеже, в последние годы жизни — в Риге (Латвия). Умер 8 января 1984 года.

## Награды
- Орден Ленина[1];
- Орден Ленина[1];
- Орден Красного знамени (27.09.1943 г.)[1][5];
- Орден Красного знамени[1];
- Орден Красного знамени[1];
- Орден Красного знамени[1];
- Орден Кутузова 2-й степени[1][3];
- Орден Александра Невского [1][6];
- Орден Отечественной войны 1-й степени (30.06.1944 г.)[1][7];
- Орден Красной Звезды[1];
- Орден Тудора Владимиреску IV степени (1969)
- медали[1];
- именное оружие[1].